# Bou Salem
Bou Salem (arabisch بوسالم, DMG Būsālim) ist eine tunesische Stadt im Gouvernement Jendouba mit 21.638 Einwohnern (Stand: 2014). Die Stadt  ist  von mehreren Dörfern wie beispielsweise La Redhauna, Dzira, Touatiya, Somran, El Mina oder Balta umgeben. Zu Zeiten der Römer war Bou Salem der kaiserliche Besitz der Saltus Burunitanus. Drei Kilometer von der heutigen Agglomeration entfernt wurde eine wichtige lateinische Inschrift gefunden. Sie zeigt die Siedler des kaiserlichen Besitzes, die den Kaiser Commodus ersuchen, um sich über die Bestechung des Prokurators des Anwesens, der Bauern und der Gewalt der Soldaten zu beklagen. Die Stadt hieß bis 1966 Souk El Khemis (deutsch „Donnerstagsmarkt“), weil dort früher ein großer Wochenmarkt organisiert wurde. Sie befindet sich auf dem Territorium des Stammes Ouled Bou Salem, der an das Gebiet der Berber von Kroumirs grenzt.

## Geographie
20 Kilometer südwestlich von Bou Salem befindet sich die Stadt Jendouba. Bou Salem befindet sich an dem Fluss Medjerda.